# Во Нгујен Ђап
Во Нгујен Ђап (виј. Võ Nguyên Giáp; Кванг Бињ, 25. август 1911 — Ханој, 4. октобар 2013, с надимком „Црвени Наполеон”) је био вијетнамски официр Вијетнамске народне армије и политичар, који се сматра једним од највећих војних стратега 20. века. Био је главни командант у два рата: Првом рату у Индокини (1946–1954) и рату у Вијетнаму (1960–1975). Учествовао је у следећим историјски значајним биткама: Ланг Сон (1950); Хоа Бињ (1951–1952); Дијен Бијен Фу (1954); Тет офанзива (1968); Ускршња офанзива (1972); и коначно Хо Ши Минов поход (1975). Такође је био новинар и министар унутрашњих послова у Вијетмин влади председника Хо Ши Мина, војни командант Вијетмина, командант Вијетнамске народне армије и министар одбране. Такође је служио и као члан политбироа партије Лао Донг.
Ђап је први пут дошао на истакнуту позицију током Другог светског рата, када је служио као војни вођа Вијетминског отпора против јапанске окупације Вијетнама. Није имао директну војну обуку и био је наставник историје на академији француског говорног подручја, под утицајем историјских војсковођа и лично је навео Т. Е. Лоренса и Наполеона као своја два највећа утицаја. Касније је добио надимак „Црвени Наполеон“ из неких западних извора.
Ђап је био кључни војни командант у два рата: Првом рату у Индокини 1946–1954, борећи се против Француза, и Вијетнамском рату 1955–1975, борећи се против Јужног Вијетнама и његових америчких присталица. Учествовао је у неколико историјски значајних битака, укључујући Цао Банг 1950, Хоа Бин 1951–1952, Дијен Бијен Фу 1954, Тет офанзиву 1968, Ускршњу офанзиву 1972. године и последњу Хо Ши Минову кампању 1975.
Ђап је био главни војни градитељ; током Првог рата у Индокини, трансформисао је банду побуњеника у „фину армију лаке пешадије“ која је користила криптографију, артиљерију и напредну логистику и способну да изазове већи, модернизовани корпус Француске експедиције на Далеком истоку и Вијетнамске националне армије. Такође је био веома ефикасан логистичар, постављајући темеље Хо Ши Миновом путу, која је препозната као један од великих подвига војног инжењерства 20. века.
Као шеф војске током Вијетнамског рата, Ђапу се често приписују заслуге за војну победу Северног Вијетнама над Јужним Вијетнамом и Сједињеним Државама. Недавне студије показују да су други лидери играли истакнутије улоге, при чему су бивши подређени, а сада ривали Ван Тјен Дунг и Хоанг Ван Тај преузели директнију војну одговорност од Ђапа. Ипак, он је одиграо кључну улогу у другој трансформацији ПАВН-а у „једну од највећих, најстрашнијих“ механизованих и комбинованих борбених снага способних да задају нокаут ударац све моћнијој ривалској Армији Републике Вијетнам (ARVN) у конвенционалном ратовању.

## Биографија

### Ране године
Во Нгујен Ђап је рођен 25. августа 1911. (или 1912. према неким изворима) у провинцији Кванг Бињ, Француска Индокина. Ђапови отац и мајка, Во Куанг Нгхием и Нгујен Ти Киен, су обрађивали земљу, делом је изнајмљујући комшијама и живели релативно удобним животом.
Ђапов отац је био и мањи званичник и посвећени вијетнамски националиста, након што је учествовао у покрету Кан Вуонга 1880-их. Ухапшен је због субверзивних активности од стране француских колонијалних власти 1919. и умро је у затвору неколико недеља касније. Ђап је имао две сестре и једног брата, а убрзо након затварања његовог оца ухапшена је и једна од његових сестара. Иако није била дуго задржана, због оскудица затворског живота се разболела, и она је умрла неколико недеља након пуштања на слободу.
Ђапа је код куће подучавао његов отац пре него што је пошао у сеоску школу. Његова преурањена интелигенција значила је да је убрзо пребачен у окружну школу и 1924. године, у узрасту од тринаест година, отишао је од куће да би похађао Куоц Хоц (такође познат на енглеском као „Национална академија“), француски лицеј у Хуе. Ову школу је основао католички званичник Нго Дин Ка, а похађао ју је и његов син Нго Ђин Дим. Дием је касније постао председник Јужног Вијетнама (1955–63). Годинама раније иста школа је образовала још једног дечака, Нгујен Синх Цунга такође сина службеника. Годионе 1943, Цунг је усвојио име Хо Ши Мин.
Са 14 година, Ђап је постао гласник компаније Хајфонг електрана. Избачен је из школе после две године због учешћа у протестима, а накратко је отишао кући у своје село. Док је био тамо, придружио се Револуционарној партији Тан Виет, подземној групи основаној 1924, која га је упознала са комунизмом. Вратио се у Хуе и наставио своје политичке активности. Ухапшен је 1930. због учешћа у студентским протестима и служио је 13 месеци од двогодишње казне у затвору Лао Бао. Према Ђаповом сопственом исказу разлог за његово ослобађање је био недостатак доказа против њега. Придружио се Комунистичкој партији Вијетнама 1931. и учествовао у неколико демонстрација против француске власти у Индокини, као и помагао у оснивању Демократског фронта 1933. године.
Иако је то негирао, историчар Сесил Б. Кари је рекао да је Ђап такође провео неко време у престижном лицеју у Ханоју Алберт Сараут, где се локална елита школовала да служи колонијалном режиму. Речено је да је био у истој класи као Фам Ван Ђонг, будући премијер, који је такође негирао да је студирао у Алберт Сарауту, и Бао Ђај, последњи цар Анама. Од 1933. до 1938. Ђап је студирао на Индокинеском универзитету у Ханоју где је стекао диплому из права на смеру политичке економије.